# Die Marquise von O. (1920)
Die Marquise von O. ist ein deutsches Stummfilmdrama, gestaltet nach der gleichnamigen Novelle (1808) von Heinrich von Kleist. Unter der Regie von Paul Legband ist Hans Albers in einer frühen Schurkenrolle zu sehen.

## Handlung
In einer Kolonie wird Nadine von Rochell, die Tochter des hiesigen Gouverneurs, von Felippo, einem Halbblut-Eingeborenen und Deputierten der Region geliebt. Doch Nadines Herz gehört dem stolzen Marquis von O., einem schmucken europäischen Offizier. Mit ihm will sie ihr Leben verbringen. Aus verletztem Stolz zettelt Felippo daraufhin einen Aufstand der Einheimischen gegen die fremden Herren an und nimmt Vater und Tochter Rochell gefangen. Der Marquis sammelt seine Eingeborenensoldaten um sich und befreit die beiden. Felippo gerät in Gefangenschaft und wird für seine Missetat zum Tode verurteilt. Der Gouverneur gibt dem Marquis zum Dank für seinen Heldenmut die Hand seiner Tochter.
Eines Tages muss Nadine feststellen, dass sie offensichtlich schwanger ist. Sie weiß nur nicht von wem. Sollte etwa Felippo einen Moment ihrer Bewusstlosigkeit ausgenutzt und sie vergewaltigt haben? Sie ist sich dessen sicher. Der Gouverneur ist entsetzt ob dieser Tatsache; da er aber nicht den Kindesvater seines ungeborenen Enkels exekutieren will, hebt er das Todesurteil gegen Felippo ein und verdonnert ihn dazu, Nadine zu heiraten, um die Ehre des Mädchens zu retten. Zutiefst verzweifelt geht Nadine zum Marquis von O. und gibt ihm ihr Jawort zum Eheversprechen zurück, ohne ihre Entscheidung zu begründen. Doch dann erfährt Nadine das Unfassbare: Nicht Felippo habe sie genommen, sondern er selbst, im Moment unendlichen Glücks anlässlich ihrer Befreiung.
Um ihre Ehre wieder herzustellen und zugleich dem Vater nichts sagen zu müssen, beschließt Nadine, dass der Marquis nun doch ihr Ehemann werden solle und sie mit ihm der Kolonie entfliehen müsse. Beide heiraten, und als Marquis und Marquise von O. gehen sie nach Europa. Dort macht Nadine dem vergewaltigenden Gatten klar, dass sie in Zukunft nur eine Möglichkeit sehe mit dieser Situation würdig umzugehen: Entweder sie beiden würden sich trennen oder sie würde sich vor seinen Augen das Leben nehmen. Der Marquis wählt die Trennung. Man bleibt in der Nähe, und beide bemerken nicht, dass inzwischen auch Felippo vor Ort eingetroffen ist, nach Rache dürstend. Er plant, Nadines mittlerweile geborenes Kind, einen Stammhalter, zu entführen. Als er damit scheitert, legt der Rasende ein Feuer, doch dem Marquis gelingt es, das Kind vor dem Flammentod zu retten. Felippo stirbt im Feuer, das die beiden Ehegatten letztlich wieder zusammenbringt.

## Produktionsnotizen
Die Marquise von O. entstand 1919 und passierte die Zensur am 27. August 1920. Der Sechsakter besaß zunächst eine Länge 1850 Meter, nach Kürzungen nur noch 1788 und erhielt Jugendverbot. 